# Тіміш (цинут)
Тіміш (рум. Timiș) — один із десятьох цинутів Румунського королівства з адміністративним центром у Тімішоарі. Охоплював здебільшого територію Банату та невелику частину Трансильванії. Названий на честь річки Тіміш. 

## Історія
Цинут утворено 1938 року після того, як король Румунії Кароль II ініціював інституційну реформу через зміну Конституції Румунії 1923 року та закону про територіальне управління. 71 тодішній жудець Королівства Румунія було розподілено між десятьма цинутами. Цинут Тіміш об’єднав у своїх межах 5 колишніх жудеців:
- Арад (рум. Arad, центр Арад)
- Караш (рум. Caraș, центр Оравіца)
- Хунедоара (рум. Hunedoara, центр Дева)
- Северін (рум. Severin, центр Лугож)
- Тіміш-Торонтал (рум. Timiș-Torontal, центр Тімішоара)

Припинив існування в 1940 році внаслідок територіальних втрат Румунії на користь держав Осі та зречення короля.